# Protocol invers de resolució d'adreces
RARP són les sigles en anglès de Reverse Address Resolution Protocol (en català: Protocol invers de resolució d'adreces). És un protocol utilitzat per resoldre l'adreça IP d'una adreça de maquinari donada (com una adreça ethernet). La principal limitació era que cada adreça MAC havia de ser configurada manualment en un servidor central i es limitava només a l'adreça IP, deixant altres dades com la màscara de subxarxa, porta d'enllaç i altra informació que s'havia de configurar a mà. Un altre desavantatge d'aquest protocol és que utilitza com a adreça destí, evidentment, una adreça MAC de difusió per arribar al servidor RARP. Tanmateix, una petició d'aquest tipus no és reenviada per l'encaminador del segment de subxarxa local fora d'aquesta, per la qual cosa aquest protocol, per al seu correcte funcionament, requereix un servidor RARP a cada subxarxa. Posteriorment l'ús de BOOTP el va deixar obsolet, ja que aquest ja funciona amb paquets UDP, els quals es reenvien a través dels encaminadors (eliminant la necessitat de disposar d'un servidor BOOTP a cada subxarxa) i, a més, BOOTP ja té un conjunt de funcions major que permet obtenir més informació i no solament l'adreça IP. RARP està descrit en l'RFC 903.